# Kenenisa Bekele
Kenenisa Bekele (amh. ቀነኒሳ በቀለ; ur. 13 czerwca 1982 w Bekoji) – etiopski lekkoatleta, długodystansowiec, trzykrotny mistrz olimpijski, pięciokrotny mistrz świata.
Jeden z najbardziej utytułowanych lekkoatletów współczesnej doby. Następca fenomenalnego Etiopczyka Haile Gebrselassie – pobił jego rekordy świata zarówno w biegu na 5000, jak i 10 000 m.
Jest mistrzem olimpijskim z Aten (2004) w biegu na 10 000 m oraz wicemistrzem z tychże igrzysk na 5000 m, a także mistrzem olimpijskim z Pekinu (2008) w biegu na 10 000 m i 5000 m, wywalczył 4. miejsce w finale konkursu biegu na 10 000 m w czasie igrzysk w Londynie (2012). Czterokrotny mistrz świata na 10 000 m (Paryż 2003, Helsinki 2005, Osaka 2007, Berlin 2009), mistrz świata na 5000 m (Berlin 2009), brązowy medalista mistrzostw świata na 5000 m (Paryż 2003).
Halowy mistrz świata z Moskwy (2006) w biegu na 3000 m. 10-krotny mistrz świata w biegach przełajowych na krótkim i długim dystansie (Dublin 2002, Lozanna 2003, Bruksela 2004, Saint-Galmier 2005, Fukuoka 2006). Zwycięzca zawodów Światowego Finału Lekkoatletycznego w biegu na 3000 m (2003). Srebrny medalista MŚ juniorów do lat 17 w biegu na 3000 m (1999), wicemistrz świata juniorów w biegu na 5000 m (2000), mistrz świata juniorów w biegu przełajowym (2001). W 2009 wygrał wszystkie biegi na 3000/5000 metrów podczas zawodów Golden League dzięki czemu uczestniczył w podziale miliona dolarów dla zwycięzców wszystkich mityngów, podobnie jak Sanya Richards i Jelena Isinbajewa otrzymał czek na 333.333,33 dolara.
Jest także zdobywcą złotego medalu igrzysk afrykańskich (2003) oraz dwukrotnym mistrzem kontynentu (2006 i 2008).
Jego młodszym bratem jest Tariku Bekele – brązowy medalista olimpijski z Londynu.

## Rekordy świata
- 2000 m w hali – 4:49.89 (Birmingham, 17 lutego 2007)